# Anaïd
Anaïd — музыкальная группа, чей стиль относят к таким направлениям как цойль и джаз-фьюжн.
Anaïd сравнивали с группами ZAO и COS из-за сильного женского вокала (Эммануэль Лионе), с группой Gong (периода Expresso II) из-за преобладания вибрафона и благодаря особенностям мелодии, а также с National Health из-за тематической сложности и сочной звуковой атмосферы. С группой сотрудничал британский музыкант Хью Хоппер, известный участник Soft Machine.

## Дискография
- 1986 : Vetue De Noir
- 1989 : Belladonna
- 1991 : Four Years (компиляция, в которую полностью вошёл второй альбом и, частично, первый).[2]